# 多門重共
多門 重共（おかど しげとも）は、江戸時代の幕府旗本。通称をもって多門伝八郎（おかどでんぱちろう）と呼ばれることが多い。赤穂事件において浅野長矩の取り調べと切腹の副検死役をつとめ、『多門筆記』に長矩の様子を詳しく記した人物として著名。

## 経歴
旗本朝比奈彦右衛門真辰の三男として誕生。母は落合小平次道次の娘。幼名・通称ははじめ三左衛門だったが、のちに伝八郎としている。やがて旗本多門信利の婿養子に入り、信守と改名する。
寛文6年（1666年）10月8日にはじめて将軍徳川家綱に謁見した。延宝4年（1676年）7月12日、家督の切米400俵を相続して小普請（無役の旗本）に列する。延宝5年（1677年）5月10日に御書院番、さらに貞享元年（1684年）正月26日より進物役となり、元禄9年（1696年）4月23日には小十人頭に就任した。12月22日布衣の着用を許される。元禄10年（1697年）2月15日に目付に転じ、7月に切米を所領に改められて更に武蔵埼玉郡から300石を賜って都合700石を領した。
元禄14年（1701年）3月14日の松之廊下刃傷事件の際には浅野長矩の取調べと切腹の際の副検死役にあたったが、吉良義央への刃傷のはっきりとした動機は聞き出せていない。しかしこの前後の浅野の様子を『多門筆記』に克明に記した。
元禄16年（1703年）10月から防火の仕事に従事し、宝永元年（1704年）6月にはその功績で黄金三枚を賜った。ところが8月2日になってその務めが良くなかったとされて小普請入りにされ、宝永2年（1705年）10月には埼玉郡の所領も多摩郡に移された。享保8年（1723年）6月に死去。享年65。

### 「多門筆記」について
多門が著したと伝えられる「多門筆記」には、多門が「吉良はどうなるのか」と聞きすがる浅野に「老人なので長くは持たない」と声をかけるなどして思いやった。さらに切腹に当たり、正検死役の庄田安利が大名の切腹の場にふさわしくない庭先でやらせようとしたのに対して、多門ともう一人の副検死役大久保忠鎮はその処置に抗議したのに、庄田は激怒してまともに取り合わなかったとして批判している。また、最期に一目と望む長矩の寵臣片岡高房を自分の取り成しで主君長矩に目通しを許可させたとも記されている。
ただし、これらの出来事は多門の著作によるものではなく後世に別人が書いたとする説が有力で、赤穂側に肩入れし、文飾や美化が多く見られる。

### 批判
江戸文化研究家の佐藤孔亮はタ門の忠臣蔵に関する逸話を「読めば読むほど作り事めいて見える」「（多門は）あまりにもかっこよすぎないか。そしてウソっぽくないか」と評価した上で、多門の宝永元年の小普請入りは、江戸城にも火が及ぶなどしたその近年の火災の責任を負うたものであり、多門にとっては挫折であったこと、時間だけはある失意の環境の中で自分の輝いていた時代を「覚書」として書くうちに「文中の世界で自分はどんどんヒーローになって」いったのではないか、と推測している。
当時の柳沢出羽守や仙石伯耆守を（柳沢）美濃守、（仙石）丹後守と書いてあったり、梶川輿惣兵衛を梶川与三兵衛と書いてあるなど名前の誤記が多い。「梶川与三兵衛」は宝永元年（1704年）頃成立の『介石記』と同じ誤記。
浅野長矩の辞世として『多門伝八郎覚書』に書かれた「風さそふ　花よりも猶　我ハまた　春の名残を　いかにとかせん」は、宝永二年七月（1705年8月）以降に都乃錦という浮世作家の著作とされている『播磨椙原』などにある「風さそふ　花よりも亦　われは猶　春の名残を　いかにとかせむ」に酷似している。『赤穂浪士の実像』（谷口眞子著・吉川弘文館）では、このような調査もせずに無批判に『多門伝八郎覚書』を参考にしていることから、批判も多い。

## 創作
忠臣蔵などの芝居では、泉岳寺へ引き上げる赤穂義士一行を咎め、両国橋の通行を許さなかったとする逸話が追加される場合がある。　

## 登場する作品
- 赤穂浪士（1964年、NHK大河ドラマ　演：中村吉十郎）
- あゝ忠臣蔵（1969年、関西テレビ　演：加藤和夫）
- 赤穂城断絶（1978年、東映　演：松方弘樹）
- 忠臣蔵（1985年、日本テレビ　演：竹脇無我）
- 忠臣蔵 風の巻・雲の巻（1991年、フジテレビ  演：夏八木勲）
- 忠臣蔵（2004年、テレビ朝日　演：片岡鶴太郎）